# Ramón Romero Roa
Ramón Romero Roa (Minga Guazú, 3 de abril de 1966-Asunción, 23 de junio de 2021) fue un político y abogado paraguayo; director general lado paraguayo de Itaipú Binacional en 2008 y diputado nacional en el Congreso de Paraguay desde 2013 hasta su muerte.

## Biografía
Nació el 3 de abril de 1966 en Minga Guazú, Alto Paraná, Paraguay. Se graduó como abogado promoción 1990 en la Universidad Católica Nuestra Señora de la Asunción, y también como escribano en la misma universidad, siendo mejor egresado de dicha carrera. Se especializó en administración, gestión pública y medio ambiente. 
Fue intendente del municipio de Minga Guazú, Alto Paraná, premio Integración Latinoamericana 2001 (CIPIS-Brasil), presidente de la Asociación de Municipalidades del Alto Paraná, miembro titular y presidente de la Comisión de Legislación de la Organización Paraguaya de Cooperación Municipal, miembro de la Comisión Nacional de Descentralización del Estado.
Se desempeñó como convencional de la Convención Nacional Constituyente que sancionó la Constitución Nacional de 1992, siendo Secretario del Juzgado de Instrucción de la Convención Nacional Constituyente.
Fue miembro del consejo de administración, luego director de la coordinación ejecutiva y posteriormente director general de la Itaipú Binacional. Su administración duró hasta agosto de 2008.
Fue diputado nacional, estando en su segundo periodo (2013-2018 y reelecto para el periodo 2018-2023) al momento de su muerte. Miembro de «Parliamentarians for Global Action». Miembro del Colegio de Abogados del Alto Paraná. Miembro de la Orden de Abogados del Paraguay. Fue miembro titular del Jurado de Enjuiciamiento de Magistrados periodo 2018-2023, presidente de la Comisión Nacional de la Reforma del Poder Judicial, miembro de la Comisión de Asuntos Constitucionales de la Cámara de Diputados, exmiembro titular de la Honorable Junta de Gobierno, miembro del Tribunal de Justicia Deportiva Liga Paranaense
Falleció el 23 de junio del 2021 a causa de complicaciones por el COVID-19 luego de permanecer durante dos días seguidos en cuidados intensivos.

## Funciones

### Como diputado
- Miembro de las Comisiones Asesoras, Asuntos Constitucionales, Relaciones Exteriores, Obras y Desarrollo, Minas y Energía. Periodo 2018/2023.

- Miembro del Jurado de Enjuiciamiento de Magistrados en representación de la Cámara de Diputados por el periodo 2018/2023.

### Otras funciones
- Miembro Titular de la Junta de Gobierno de la ANR (Asociación Nacional Republicana Partido Colorado)

- Miembro Suplente del Consejo de la Magistratura en representación de la Cámara de Diputados (2013-15)

- Presidente de la Comisión de Asuntos Constitucionales (2013-18)